# Monsanto Company
La Monsanto Company era un'azienda multinazionale statunitense di biotecnologie agrarie, con circa 18 000 dipendenti e un fatturato di circa 14 miliardi di dollari.
Produttore di mezzi tecnici per l'agricoltura, era nota nel settore della produzione di sementi transgeniche e, da marzo 2005, dopo l'acquisizione della Seminis Inc, divenne anche il maggior produttore mondiale di sementi convenzionali.
Dopo il via libera da parte dell’Antitrust USA, nel giugno 2018 è stata acquisita dalla casa farmaceutica tedesca Bayer per un importo pari a 63 miliardi di dollari. Una volta completata la fusione, il marchio Monsanto è stato cancellato.

## Storia
L'azienda venne fondata a St. Louis, Missouri, nel 1901 dal veterano dell'industria farmaceutica John Francis Queeny, facendo esclusivamente uso dei propri risparmi. Prende il nome da Olga Méndez Monsanto, moglie di Queeny, appartenente ad un'agiata famiglia di origine ebraico sefardita di New Orleans.
Il primo prodotto della nuova industria fu la produzione di saccarina che forniva alla Coca Cola, producendo in seguito sempre per la stessa sia vanillina che caffeina, diventandone uno dei principali fornitori. Nel 1919 la Monsanto si insediò anche in Europa associandosi con la Graesser's Chemical Works e fondando gli stabilimenti nel villaggio di Cefn Mawr nel Galles, dove iniziò la produzione di vanillina, acido salicilico, aspirina e solo più tardi gomma.
Negli anni venti si espanse ulteriormente diventando leader nella produzione di acido solforico e fibre sintetiche, da allora, l'azienda è rimasta tra le 10 industrie chimiche più importanti degli Stati Uniti.

## Critiche
In parallelo all'enorme successo commerciale, la notorietà dell'azienda è anche dovuta alle costanti critiche sollevate ad essa da associazioni contrarie ad alcuni usi delle biotecnologie (ad esempio Greenpeace) e alle numerose cause legali che la Monsanto ha intrapreso per proteggere la propria proprietà intellettuale e tutelare i propri brevetti.
In questo contesto sono da considerare anche le diverse cause intentate contro l'azienda: per esempio una causa risalente al 2004 contro i produttori dell'Agente Arancio (di cui uno è la Monsanto), un defoliante tossico per l'uomo usato durante la Guerra del Vietnam dall'esercito statunitense, il quale provocò e provoca ancora oggi gravi danni alle popolazioni locali, creando modificazioni strutturali e malformazioni, non favorevoli alla vita e al corpo umano. In tempi più recenti, è stata criticata anche la produzione e la vendita di un ormone sintetico (Posilac) per l'allevamento, secondo i detrattori non adeguatamente testato e da loro ritenuto colpevole di danni sia al bestiame sia all'uomo.

## Nei media
Nel 2008 la Monsanto è stata la protagonista di un documentario della regista francese Mari-Monique Robin intitolato Il mondo secondo Monsanto in cui vengono riassunte molte delle critiche mosse nei confronti della multinazionale.
Nel 2015 Neil Young ha inciso l'album The Monsanto Years, di denuncia verso l'operato dell'azienda.
Nel 2020 il film Il processo Percy di Clark Johnson racconta la vicenda del contadino canadese Percy Schmeiser, interpretato da Christopher Walken, che negli anni '90 citò in giudizio la Monsanto, in relazione all'uso degli organismi geneticamente modificati